# Милан Янша
Милан Янша (словен. Milan Janša, 26 вересня 1965) — словенський академічний веслувальник.
Бронзовий призер Олімпійських Ігор 1992 року в складі розпашної четвірки без стернового, учасник 1988, 1996, 2000 років.
Бронзовий призер Чемпіонату світу 1989 (розпашні двійки зі стерновим), 1990 (розпашні двійки зі стерновим), 2001 (розпашні четвірки без стернового) років.